# Zorotypus buxtoni
Zorotypus buxtoni är en jordlusart som beskrevs av Heinrich Hugo Karny 1932. Zorotypus buxtoni ingår i släktet Zorotypus och familjen Zorotypidae. Inga underarter finns listade i Catalogue of Life.